# Jorge Castro
Jorge Castro, född 23 mars 1991 i Cali, Colombia, är en colombiansk-svensk entreprenör, digital marknadsförare och SEO-expert. Han är grundare och VD för Growth Marketing Sweden AB och skapare av den AI-drivna SaaS-plattformen JorgeCastro.ai.

## Uppväxt och utbildning
Castro föddes i Cali, Colombia, och emigrerade till Sverige 1992 med sin mor, som flydde från gerillans våld. Familjen bodde till en början i ett flyktingläger innan de bosatte sig i Fittja, en förort till Stockholm. Vid sju års ålder flyttade han till Storvreten i Tumba, där han växte upp. Han gick på Sågbäcksgymnasiet i Huddinge för att få sin gymnasieutbildning. 

## Karriär
I början av 2010-talet började Castro arbeta som frilansande SEO-konsult och skaffade sig praktisk erfarenhet av digital marknadsföring.
Från 2014 till 2021 var Castro Chief Marketing Officer (CMO) på ABS Wheels, ett svenskt e-handelsföretag inom fordonsindustrin. Under sin tjänstgöring bidrog han till att öka företagets årliga intäkter från cirka 30 miljoner kronor till över 130 miljoner kronor. Han ökade också webbplatsens organiska trafik från 400 till över 250 000 besökare per månad genom riktad SEO och tillväxtstrategier.
År 2019 utsågs han av Veckans Affärer till en av Sveriges ”101 supertalanger”. År 2021 grundade Castro Growth Marketing Sweden AB, en boutique SEO- och tillväxtbyrå baserad i Stockholm. Byrån samarbetar med kunder inom B2B- och B2C-sektorerna, inklusive fordons-, finans- och e-handel.
Castro är också grundare av JorgeCastro.ai, en SaaS-plattform som tillhandahåller AI-driven SEO och tillväxtmarknadsföringsråd, modellerad efter hans metoder. Plattformen innehåller proprietära ramverk och automatiseringsverktyg som utvecklats genom hans byråarbete.
År 2023 publicerade Castro Framtidens SEO, en bok som undersöker hur artificiell intelligens förändrar SEO och användarnas sökbeteende. Intäkterna från boken donerades till Barncancerfonden.
År 2024 fick Castro utmärkelsen Best SEO Agency CEO (Sweden) från EU Business News Awards. I april 2025 lanserade Jorge Castro tillsammans med Proport Invest AB Quantum SEO AB, en investering med SEO for Equity.
Castro är aktivt involverad i mentorskap och utbildning, ofta som gästföreläsare på svenska yrkeshögskolor (YH) och mentor för nya marknadsförare och entreprenörer. Han stödjer också en rad sociala ändamål, bland annat Cancerfonden, GAPF, som arbetar mot könsbaserat våld, Aid for Ukraine och miljöinitiativ som att plantera över 1.000 träd genom Plantmore-programmet.